# 김영주 (미스코리아)
김영주(1992년 11월 17일 ~ )는 대한민국의 2012년 미스코리아 미(美)이다.

## 프로필
- 출생: 1992년 11월 17일
- 신체: 179cm, 56.1kg, 34-24-36
- 학력: 인하공업전문대학 항공운항과
- 수상: 2012년 미스코리아 미(美), 2012년 미스코리아 인천 진(眞)
- 취미: 시쓰기, 사진찍기
- 특기: 수영